# The Whoop-Ass Stew
The Whoop-Ass Stew o Powerpuff - La situazione comica nel titolo del video solo nel 1994 è una serie a cartoni animati creata da Craig McCracken per il programma What a Cartoon! prodotta da Cartoon Network in co-produzione con Hanna-Barbera. Essa è un prequel della serie animata delle Superchicche.
Questa serie è stata inizialmente un progetto per l'università California Arts Institute e Hansa Records, basata su due cortometraggi animati dell'omonima serie futura.

## Episodi
- La situazione comica
- Meat Fuzzy Lumkins
- Crime 101

## Personaggi
- Blossom (Lolly): È la leader del gruppo, capelli arancioni, vestito rosa e un fiocco rosso, a differenza della sua controparte originale è che i suoi capelli sono più corti visti da dietro. Doppiata da Jean Smart, Lauren Tom, Catherine Cavadini.
- Bubbles (Dolly): Capelli biondi con treccine corte e vestito celeste. A differenza della sua controparte originale è che le trecce sono più ridotte di dimensione. Nel cortometraggio Meat Fuzzy Lumkins una di esse si trasforma in una coscia di pollo causato dal raggio di Fuzzy Lumkins (Bebo Bestione). Doppiata da Laraine Newman, Kath Soucie, Kerri Kenney.
- Buttercup (Molly): Capelli neri con dei rialzi e vestito verde, a differenza della sua controparte originale non possiede differenze stilistiche. Doppiata da Wendy Schaal, E.G Daily.
- Fuzzy Lumkins (Bebo Bestione): è un antagonista principale, è una specie di uomo dei boschi dal pelo rosa con una tuta da contadino, il suo aspetto è più approssimato rispetto alla sua controparte, geloso delle ragazze per un concorso, utilizza il suo raggio per trasformare tutti in cibo, alla fine viene trasformato lui stesso in una bistecca da Bubbles dalla sua stessa arma.
- Amoeba Boys: Sono altri antagonisti che sono tre amebe con lo scopo di diventare dei criminali, apparsi per la prima volta nel cortometraggio Crime 101 riuscendo ad ingannare le ragazze come rapinare una banca della città. Ma alla fine durante i processo in tribunale vengono sconfitti.